# Экзохомус желтоногий
Экзохомус желтоногий (лат. Exochomus flavipes) — вид божьих коровок из подсемейства Chilocorinae. Взрослый жук длиной от 4 до 4,5 мм. Надкрылья чёрные, как и переднеспинка, без волосков. Край надкрылий с широким бортиком. Встречается в Европе, Сибири Кавказе, Средней Азии и на Дальнем Востоке.